# ES-702
ES-702は東京大学宇宙航空研究所（後の宇宙科学研究所（ISAS））によって開発された液体水素/液体酸素を推進剤とする推力7トン級の上段用のロケットエンジンである。10トン級LOX/LH2エンジンの成果をコンポーネントレベルでフィードバックしており、LE-5の開発に失敗した場合には10トン級エンジンをバックアップとして使用する予定であった。
本機を搭載した実機が打ち上げられる事はなかったが、開発過程で得られた知見は後のLE-5シリーズをはじめとする日本の液水/液酸系推進系の開発に活用された。

## 概要
液体酸素（LOX）と液体水素（LH2）を推進剤とした実際に稼動した最初期のロケットエンジンである。
当初は低軌道投入能力は500kgのM-2Hの第2段用エンジンとして1970年代から開発が始められた。
噴射装置は合計90個の同心円で配置されターボポンプの吐出圧力は液体水素ポンプが44kg/cm2A、液体酸素ポンプが35kg/cm2Aだった。
ターボポンプは宇宙研方式と称される直列二軸反転式で中央部にタービンがあり、ガス発生器からのガスで液体水素ポンプ駆動用のタービンを駆動後、反転する液体酸素ポンプ駆動用のタービンを駆動する構造だった。
推進剤のタンクは液体水素タンクは再生冷却で気化した水素ガスで加圧し、液体酸素タンクはタービンの排気で液体酸素を熱交換器で気化して液体酸素タンクを加圧する構造だった。液体水素と液体酸素を同じ割合で燃焼するためにPU制御弁でターボポンプから吐出された液体水素の一部をタンクに戻して調整した。

## 構造
エンジンの燃焼サイクルはガス発生器サイクルを採用し、ガス発生器で発生させた水素リッチな低温燃焼ガスを用いてターボポンプを駆動し、燃料を昇圧する。
駆動に用いられた燃焼ガスは排出される。
使用されるターボポンプTP-703は"宇宙研方式"とされる他に類を見ない独創的な形式である。

## LE-5シリーズとの比較
|                                  | ES-702             | ES-1001            | LE-5               | LE-5A                                               | LE-5B                                                 |
| -------------------------------- | ------------------ | ------------------ | ------------------ | --------------------------------------------------- | ----------------------------------------------------- |
| 燃焼サイクル                     | ガス発生器サイクル | ガス発生器サイクル | ガス発生器サイクル | エキスパンダブリードサイクル （ノズルエキスパンダ） | エキスパンダブリードサイクル （チャンバエキスパンダ） |
| 真空中推力                       | 68.6kN (7.0 tf)    | 98kN (10.0 tf)     | 102.9kN (10.5 tf)  | 121.5kN (12.4 tf)                                   | 137.2kN (14 tf)                                       |
| 混合比                           | 5.2                | 6.0                | 5.5                | 5                                                   | 5                                                     |
| 膨張比                           | 40                 | 40                 | 140                | 130                                                 | 110                                                   |
| 真空中比推力 (秒)                | 425                | 425                | 450                | 452                                                 | 447                                                   |
| 燃焼圧力 (MPa)                   | 2.45               | 3.51               | 3.65               | 3.98                                                | 3.58                                                  |
| 液体水素ターボポンプ回転数 (rpm) | 41,000             | 46,310             | 50,000             | 51,000                                              | 52,000                                                |
| 液体酸素ターボポンプ回転数 (rpm) | 16,680             | 21,080             | 16,000             | 17,000                                              | 18,000                                                |
| 全長 (m)                         |                    |                    | 2.68               | 2.69                                                | 2.79                                                  |
| 質量 (kg)                        | 255.8              | 259.4              | 255                | 248                                                 | 285                                                   |